# Zaleptus sulphureus
Zaleptus sulphureus is een hooiwagen uit de familie Sclerosomatidae.